# 1475 en littérature
| Années de la littérature : 1472 - 1473 - 1474 - 1475 - 1476 - 1477 - 1478    |
| Décennies de la littérature : 1440 - 1450 - 1460 - 1470 - 1480 - 1490 - 1500 |

Cet article présente les faits marquants de l'année 1475 en littérature.

## Évènements
- 15 juin : bulle Ad decorem militantis Ecclesiae  de Sixte IV instituant la bibliothèque vaticane, la plus grande de l’époque. L'humaniste Bartolomeo Sacchi, dit Il Platina en prend la direction[1].

### Poésie
- De ruina ecclesiæ, poème allégorique de Jérôme Savonarole, pamphlet contre la Curie romaine[2].

## Naissances
- 20 octobre : Giovanni Rucellai, écrivain italien, mort le 3 avril 1525.

- Jacques de Mailles, écrivain français, mort vers 1540.
- Alessandra Scala, humaniste italienne, morte en 1506.
- Vers 1475 :
  - Khondemir, historien persan, mort vers 1534.
  - Pierre Gringore, poète et dramaturge français, mort en 1539.
  - Maxime le Grec, moine grec, écrivain et traducteur, actif en Russie, mort le 21 janvier 1556.

## Décès
- 20 mars : Georges Chastelain, poète flamand, chroniqueur et historiographe des ducs de Bourgogne, né vers 1405.
- 13 avril : Matteo Palmieri, humaniste italien, né le 13 janvier 1406.

- Athanase Nikitine, négociant et voyageur russe, auteur du Voyage au-delà des trois mers.
- Vers 1475 : Masuccio Salernitano, écrivain italien, né vers 1410.